# Кортено-Гольджі
Кортено-Гольджі, Кортено-Ґольджі (італ. Corteno Golgi) — муніципалітет в Італії, у регіоні Ломбардія, провінція Брешія.
Кортено-Гольджі розташоване на відстані близько 510 км на північ від Рима, 115 км на північний схід від Мілана, 75 км на північ від Брешії.
У Кортено-Гольджі в 1843 році народився Камілло Гольджі — дослідник нервової системи, нобелівський лауреат в галузі фізіології та медицини. У 1956 році назву Кортено було змінено на Кортено-Гольджі на честь вченого. Муніципалітет має музей Гольджі.

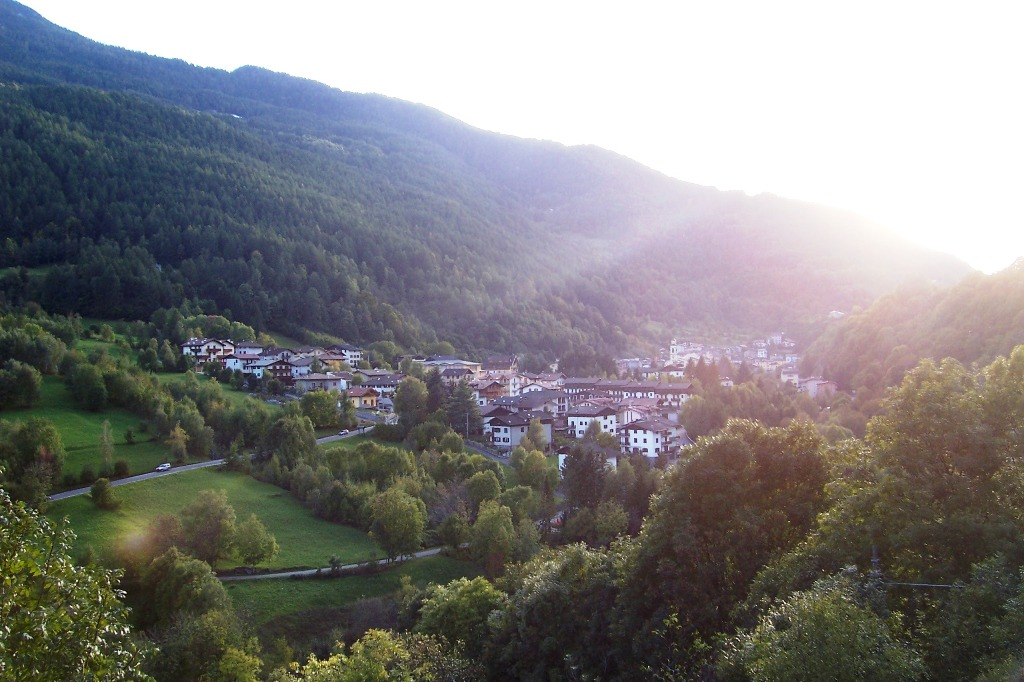
Кортено-Гольджі, 2008

Населення — 1978 осіб (2014).

## Демографія
Населення за роками:

Станом на 1 січня 2023 року в муніципалітеті офіційно проживало 57 іноземців з 13 країн, серед них 24 громадяни країн Євросоюзу та 10 громадян України.

## Клімат
| APRICA              | Місяці | Місяці | Місяці | Місяці | Місяці | Місяці | Місяці | Місяці | Місяці | Місяці | Місяці | Місяці | Пора | Пора | Пора | Пора | Рік  |
| APRICA              | Січ    | Лют    | Бер    | Кві    | Тра    | Чер    | Лип    | Сер    | Вер    | Жов    | Лис    | Гру    | Зим  | Вес  | Літ  | Осі  | Рік  |
| ------------------- | ------ | ------ | ------ | ------ | ------ | ------ | ------ | ------ | ------ | ------ | ------ | ------ | ---- | ---- | ---- | ---- | ---- |
| Темп. макс. (°C)    | -1.5   | 0.4    | 4.3    | 9.6    | 15.3   | 20.3   | 22.9   | 21.1   | 17.0   | 10.9   | 3.9    | -1.0   | -0.7 | 9.7  | 21.4 | 10.6 | 10.3 |
| Темп. мін. (°C)     | -9.1   | -7.8   | -4.6   | -1.0   | 3.4    | 7.4    | 9.4    | 9.1    | 5.6    | 0.6    | -3.9   | -8.3   | -8.4 | -0.7 | 8.6  | 0.8  | 0.1  |
| Опади (мм)          | 62     | 47     | 70     | 100    | 140    | 134    | 137    | 141    | 118    | 109    | 148    | 48     | 157  | 310  | 412  | 375  | 1254 |
| Дні опадів (≥ 1 мм) | 6      | 5      | 6      | 7      | 10     | 10     | 11     | 10     | 8      | 7      | 8      | 5      | 16   | 23   | 31   | 23   | 93   |

## Сусідні муніципалітети
- Априка
- Едоло
- Малонно
- Паїско-Ловено
- Серніо
- Тельйо
- Тірано
- Вілла-ді-Тірано

## Міста-побратими
- Петілья-де-Арагон, Іспанія